# Pierre Cochard
Pour les articles homonymes, voir Cochard.
Pierre Cochard, né le 13 juin 1962 à Voiron, est un diplomate français.

## Biographie
Pierre Cochard, diplômé de l'Institut d'études politiques de Paris, est ancien élève de l’École nationale d'administration (ENA) (promotion Liberté-Égalité-Fraternité (d)). Il commence sa carrière en 1989 au ministère des Affaires étrangères à la sous-direction du désarmement. En 1994, il devient premier secrétaire à Téhéran, puis en 1997 à Tokyo. Entre 2001 et 2005, il est sous-directeur de l’Europe orientale et de 2005 à 2008, premier conseiller à l’ambassade de France près le Saint-Siège. À la mort de l’ambassadeur Bernard Kessedjian en 2007, il en assure l’intérim pendant neuf mois. De retour en France fin 2008, il entre à l’inspection des Affaires étrangères, avant de prendre en 2012 le poste de directeur général adjoint des affaires politiques et de sécurité.
Il est de septembre 2016 à septembre 2019 Consul général de France à Jérusalem, puis de septembre à décembre 2019 secrétaire général de la délégation française à la 74e assemblée générale des Nations unies au sein de la Mission permanente de la France auprès de l’Organisation des Nations unies à New York. Après un nouveau passage par l'inspection générale, il est nommé en novembre 2021 ambassadeur à Belgrade. Il est depuis le 17 juin 2025 ambassadeur de France en Iran.

## Distinctions
- Chevalier de la Légion d'honneur (31 décembre 2014)[5]
- Officier de l'ordre national du Mérite (7 juin 2024)[6]